# اشتفانی گوس
اشتفانی گوس (انگلیسی: Stéphanie Groß؛ زادهٔ ۱۲ اکتبر ۱۹۷۴) کشتی‌گیر اهل آلمان است.